# Segreto istruttorio
Il segreto istruttorio indicava un istituto formale del codice di procedura penale italiano del 1930 che stabiliva il divieto di divulgazioni di notizie relative a indagini giudiziarie. È stato abolito nel 1989 con l'emanazione del nuovo codice di procedura penale, che lo ha sostituito col segreto investigativo.

## Disciplina
Il segreto è regolato dall'articolo 329 (obbligo di segreto) del codice di procedura penale italiano dove si sancisce, al primo comma, la segretezza degli atti d'indagine compiuti dal pubblico ministero e dalla polizia giudiziaria fino a quando gli stessi non possono essere conosciuti dall'imputato, ma non oltre le indagini preliminari.
Il segreto istruttorio fu oggetto della sentenza della Corte costituzionale n. 348 del 20 luglio 1990, nella quale essa ribadì l'importanza del diritto di essere informati, ma che questo aspetto presenta una garanzia preliminare per l'attuazione dello Stato democratico, quindi evidenziò la necessità del segreto in ambito giudiziario.

## Differenze tra segreto istruttorio e investigativo
Il segreto istruttorio, nel codice del 1930, garantiva che non avvenisse diffusione di informazioni per tutta la durata dell'istruttoria.
Nel codice del 1988 opera invece il segreto delle indagini preliminari; esso non è assoluto, perché:
- dura non oltre l'avviso di conclusione delle indagini;
- copre singoli atti di indagine o una loro sequenza;
- decade per gli atti che il pubblico ministero rende noti all'indagato (art. 329 c.p.p.), salvo il caso in cui si risponda la secretazione con apposito provvedimento giudiziario.

Quando il segreto investigativo decade, il pubblico ministero notifica l'accusa con un avviso di garanzia, con un invito a interrogatorio, con un ordine di custodia cautelare, con un mandato di perquisizione o con un'ordinanza di sequestro.
Dal momento in cui l'indagato viene a conoscenza dell'indagine sul proprio conto, l'atto non è più segreto e può essere divulgato ai cittadini, entro i limiti dettati dall'articolo 114 c.p.p.

Secondo alcune interpretazioni non comporta, quindi, alcuna violazione la pubblicazione del contenuto degli avvisi di garanzia, di verbali di interrogatorio e di ordinanze di perquisizione, anche quando accompagnate dalle trascrizioni delle intercettazioni e da altre fonti di prova, purché la pubblicazione, anche parziale, del contenuto degli atti non più coperti dal segreto abbia luogo dopo la conclusione delle indagini preliminari o il termine dell'udienza preliminare. A presidio di tali limiti opera il reato di cui all'articolo 684 c.p. ("Pubblicazione arbitraria di atti di un procedimento penale"), a proposito del quale, però, è stato notato da Nello Rossi che "In altri Paesi ci sono giornali che hanno chiuso per le pesanti sanzioni economiche in cui sono incorsi per pubblicazioni "arbitrarie", cioè contra legem. Ma in Italia il rischio è risibile, afferma sempre Nello Rossi, perché pagando una modesta oblazione si sana ogni violazione".